# 스튜어트 댈러스
스튜어트 앨런 댈러스(영어: Stuart Alan Dallas, 1991년 4월 19일 ~ )는 북아일랜드의 전 축구 선수로 과거 미드필더, 풀백으로 활약했다.

## 선수 경력

### 클럽
2007년 코트 유나이티드에서 데뷔한 뒤 2010년 크루세이더스 FC로 이적하여 2011-12 시즌까지 공식전 85경기 26골을 터뜨리면서 팀의 2010-11 NIFL 프리미어십 준우승 및 2011-12년 UEFA 유로파리그 2차 예선 진출, 2011-12 북아일랜드 리그컵 우승, 2012년 세턴타 스포츠컵 우승 등에 기여했다.
그 후 2012-13 시즌 개막을 앞두고 잉글랜드 3부 리그의 브렌트퍼드 FC와 입단 계약을 체결한 뒤 2014-15 시즌까지 공식전 75경기 10골을 기록하며 2012-13 EFL 리그 원 3위, 2012-13 EFL 트로피 8강, 2013-14 EFL 리그 원 준우승 및 차기 시즌 2부 리그 승격 등에 이바지했고 2013-14 시즌 중반에는 잉글랜드 4부 리그의 노스샘프턴 FC에서 임대 선수로 활동하며 리그 12경기 3골을 기록했다.
2014-15 시즌을 마친 후 잉글랜드 2부 리그의 리즈 유나이티드로 트레이드된 후 팀의 2019-20 시즌 EFL 챔피언십 우승 및 차기 시즌 프리미어리그 승격에 일조했으며 현재까지도 팀의 주축 미드필더로 활동하며 공식전 245경기 27골을 기록 중이다.

### 국가대표팀
2011년 5월 27일 웨일스와의 2011년 네이션스컵 최종전에서 후반 18분 크레이그 캐스카트와의 교체 투입을 통해 북아일랜드 A대표팀에서의 국제 A매치 데뷔전을 치렀고 4년 후인 2015년 5월 31일 카타르와의 친선 경기에서 A매치 데뷔골을 신고했다.
그리고 이듬해에 열린 UEFA 유로 2016 본선 엔트리에 합류하여 1982년 FIFA 월드컵 2라운드 진출 이후 무려 34년만의 북아일랜드의 메이저 대회 본선 토너먼트 진출이자 사상 첫 유로 대회 본선 16강 토너먼트 진출에 일조했고 이후 2017년 6월 10일 아제르바이잔과의 2018년 FIFA 월드컵 유럽 지역 예선 C조 6차전에서 개인 A매치 통산 2번째 득점을 선제골이자 결승골로 장식하며 북아일랜드 축구 역사상 사상 첫 유럽 예선 플레이오프 진출에 힘을 실어주었으나 팀은 플레이오프에서 스위스에 1·2차전 합계 0-1로 패하며 32년만의 월드컵 본선 진출이 좌절되고 말았다.

## 수상

### 클럽
크루세이더스
- 북아일랜드 리그 컵: 2011–12
- 세턴타 스포츠 컵: 2012

브렌트퍼드
- 풋볼 리그 1 준우승: 2013–14

리즈 유나이티드
- 챔피언쉽 우승: 2018-19

### 개인
- 북아일랜드 올해의 선수: 2010–11[1]
- 북아일랜드 올해의 영플레이어: 2010–11<ref name=":7">
- 리즈 유나이티드 선수 선정 올해의 선수 – 2015/2016